# Літл-Тексас (Вірджинія)
Літл-Тексас (дослівно — «Малий Техас») — це невключена спільнота на південному заході округу Саутгемптон, Вірджинія, США. Вона розташована на висоті 23 метри над рівнем моря.